# 克赖维克
克赖维克（法語：Craywick，法語發音：[kʁɛwik]）是法国上法蘭西大區北部省的一个市镇，属于敦刻尔克区。

## 地理
克赖维克（50°58'13"N, 2°14'10"E）面积7.73 平方千米，位于法国上法蘭西大區北部省，该省份为法国最北部的省份及最长的省份，西北濒北海，西接加来海峡省，南至埃纳省和索姆省，东与比利时接壤。
与克赖维克接壤的市镇（或旧市镇、城区）包括：洛恩普拉日、阿河畔圣乔治、布尔堡、布鲁凯尔克。

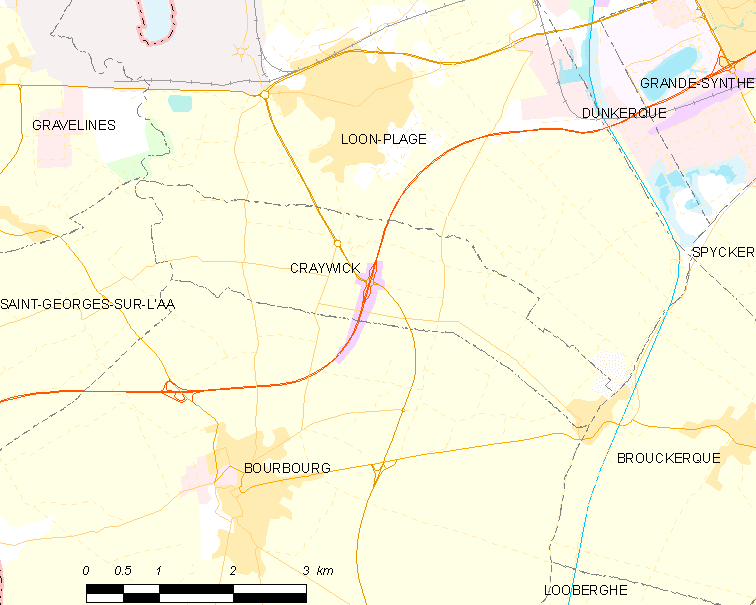
克赖维克的OSM定位图

克赖维克的时区为UTC+01:00、UTC+02:00（夏令时）。

## 行政
克赖维克的邮政编码为59279，INSEE市镇编码为59159。

## 政治
克赖维克所属的省级选区为大桑特县。

## 人口

1962-2008年间克赖维克人口变化图示

克赖维克于2022年1月1日时的人口数量为770人。